# SCO contre Novell
SCO contre Novell est un procès opposant la société SCO Group à Linux, SCO GROUP considérant que le logiciel comportait des portions de Unix et que ce dernier lui appartenant, tous les éditeurs Linux lui devaient des royalties.
Pour que la requête de SCO soit fondée, il fallait que :
- SCO soit reconnu propriétaire des droits sur Unix ;
- que l'allégation selon laquelle des portions de Unix sont utilisées dans Linux soit avérée.

Le procès qui l'opposait à Novell portait sur le premier point, la propriété de Unix. Au-delà des droits que SCO réclamait à Novell, la reconnaissance de ses droits sur Unix était surtout fondamentale pour SCO dans le cadre du procès que SCO a intenté à IBM, lui réclamant 1 milliard de dollars au titre de l'utilisation de Unix dans Linux.

## Résumé chronologique
- 1992 : Novell acquiert auprès de AT&T les droits du système d'exploitation commercial Unix. Ces droits incluent la marque « Unix » (trademark), le code source (copyright) et les royalties payées par les éditeurs de logiciels dérivés d'Unix comme IBM, Hewlett-Packard, Microsoft, Sun Microsystems etc.
- 1993 : Novell transfère à X/Open (renommé plus tard Open Group), la marque "Unix" (le trademark)[1].
- 1995 : Santa Cruz Operation acquiert auprès de la société Novell certains droits relatifs à Unix et à UnixWare. Selon Novell, il s'agit d'une « licence » supplémentaire (un droit d'exploitation commerciale du nom et du code), au même titre que les autres éditeurs de logiciels. Selon Santa Cruz Operations, il s'agit d'un transfert de propriété du copyright et du trademark (ce qui, pour le dernier point est impossible, puisque ce dernier n'appartient plus à Novell mais à X/Open).
- 2000 : Caldera acquiert la division « Server Software and Services » de Santa Cruz Operation dans laquelle sont logés les droits acquis auprès de Novell.
- 2002 : Caldera change de nom et devient « The SCO Group ».
- 2003 : Novell dépose plusieurs brevets sur les technologies utilisées dans Unix.
- 2004 : Novell se lance sur le marché Linux avec la distribution Suse, acquise auprès de l'éditeur du même nom. The SCO Group attaque Novell et réclame le transfert des brevets déposés en 2003 par Novell. SCO considère que les technologies faisant l'objet du brevet lui appartiennent à la suite de l'accord de 1995 et réclame des royalties à Novell.
- 2005 : Novell contre attaque et assigne SCO devant la justice américaine pour violation de contrat et détournement de royalties (Microsoft et Sun Microsystems paient leurs licences Unix à SCO tandis que Novell en revendique désormais le bénéfice, soit environ 30 M$). Les dommages-intérêts demandés par Novell sont supérieurs à la valeur nette de SCO - Si Novell l'emporte, SCO sera automatiquement mise en faillite. Sur le plan opérationnel, la société perd de l'argent. Au troisième trimestre, les frais de justice se montaient à 3,1 M$ pour un chiffre d'affaires de 9,2 M$ et une perte de 2,4 M$. La société revendique cependant disposer encore de 12,6 M$ de liquidités[2]
- 2007 : La justice Américaine valide la position de Novell : les brevets appartiennent bien à Novell, ainsi que les droits afférents aux technologies brevetées. SCO doit donc restituer à Novell les sommes perçues auprès de Microsoft et Sun. En septembre 2007, SCO est placé sous le régime du Chapitre 11. De janvier à septembre 2007, la valorisation boursière de SCO a diminué des deux tiers. La société ne répond plus aux critères pour être cotée et le Nasdaq a notifié SCO Group de son intention de radier le titre de la cote si ces critères n'étaient pas respectés (le critère principal est le montant de l'action SCO, tombé très en dessous de la barre minimale de 1 $). La société est alors dans une position délicate, ayant engagé plusieurs dizaines de millions de dollars de frais de justice dans ses multiples procès contre Novell et IBM, la société ne dispose plus alors des capitaux pour régler les dommages qui lui sont réclamés.
- 2008 : le 2 janvier, l'action SCO est radiée du Nasdaq et cote alors sur l'OTC (mnémonique SCOXQ). En février, alors que la société a une capitalisation boursière d'environ 4 millions de dollars, Stephen Norris, un investisseur se dit prêt à recapitaliser SCO à hauteur de 100 millions de dollars. La société indique compter poursuivre sa bataille judiciaire afin de faire valoir sa position[3].
- 2009 : UnXis, une société créée par Stephen Norris se propose de racheter les activités Unix de SCO[4].
- 2010 : en juin, SCO Group est débouté[5]. SCO Group décide de faire appel[6] mais le jugement est confirmé [7]
- 2011 : après la faillite, les actifs de SCO (salariés, logiciels, propriété intellectuelle) sont repris par UnXis. Dans le communiqué de reprise, émis depuis Dubai, le repreneur qui annonce investir 25 M$ dans les 18 mois à venir, y revendique la propriété sur Unix[source secondaire souhaitée].
- 2013: UnXis change son nom en Xinuos et indique dans un communiqué du 17 juin 2013 que si la société a repris les actifs de SCO, elle n'est pas impliquée dans les procès entamés par SCO[source secondaire souhaitée]